# Biserica „Sfântul Ioan Evanghelistul” din Prodănești
Biserica „Sf. Ioan Evanghelistul” este o biserică amplasată în Prodănești, raionul Florești, Republica Moldova. Este un monument arhitectural de importanță națională inclus în Registrul monumentelor Republicii Moldova ocrotite de stat cu nr. 1417 (raionul Florești). Datează din anii 1930.